# Rolf Johanning

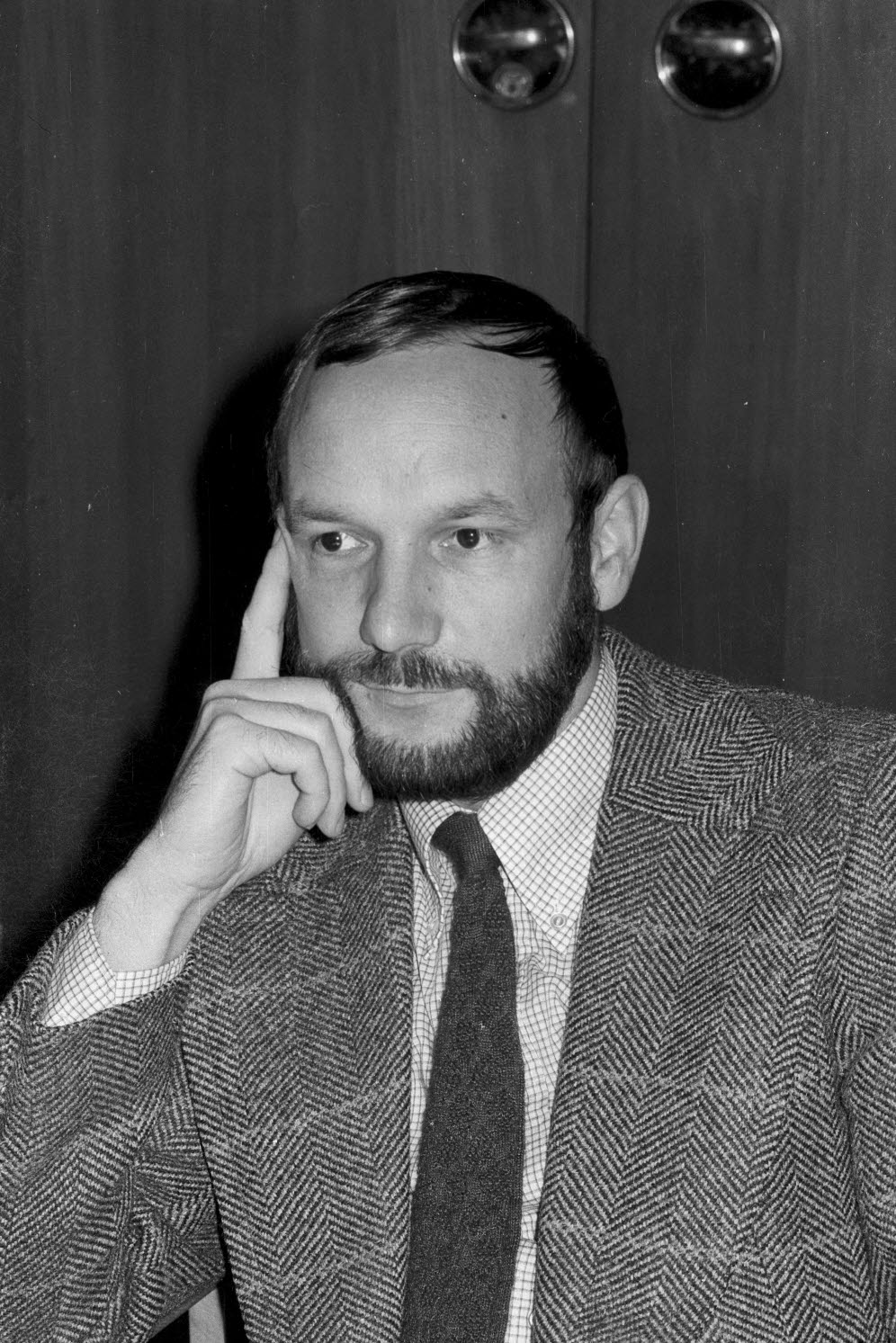
Rolf Johanning auf der SPD-Kreiswahlkonferenz (1973)

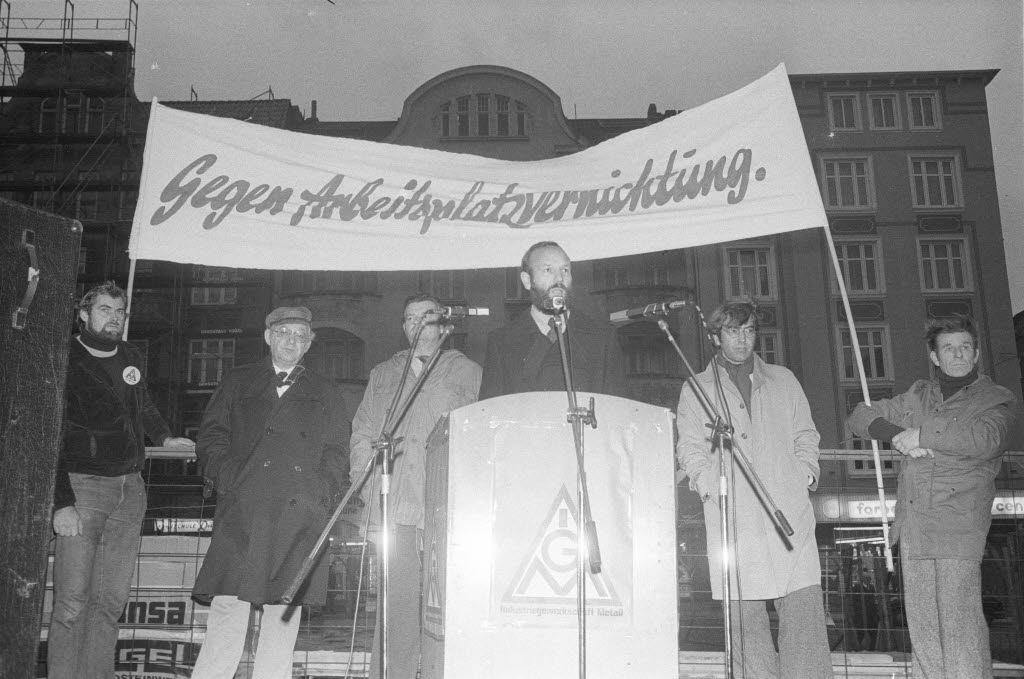
Demonstration der IG Metall gegen den geplanten Abbau von Arbeitsplätzen bei Howaldtswerke-Deutsche Werft AG 1978 – Rednerpult Rolf Johanning

Rolf Johanning (* 19. September 1940 in Uslar) ist ein deutscher Gewerkschaftler und ehemaliger Kommunalpolitiker (SPD). Von 1978 bis 1982 war er Stadtpräsident von Kiel nach der damaligen Magistratsverfassung.

## Leben und berufliche Entwicklung
Rolf Johanning machte eine Ausbildung als Starkstromelektriker in einer Möbelfabrik in Uslar und trat mit 18 Jahren in die SPD, in die Gewerkschaft und in den Verein Naturfreunde ein. Danach besuchte er das Internat für politische Bildung in Hannover, eine Einrichtung von Arbeit und Leben, die Heimvolkshochschule in Springe am Deister. Nach einer zweijährigen Tätigkeit bei der Deutschen Bundespost im Fernmeldeamt in Hannover und Mitglied im Personalrat begann er mit einem Stipendium der Gewerkschaft ein Studium an der Sozialakademie in Dortmund. 1966 wurde er hauptamtlicher Gewerkschaftssekretär der Postgewerkschaft, heute ver.di.

## Politische Arbeit

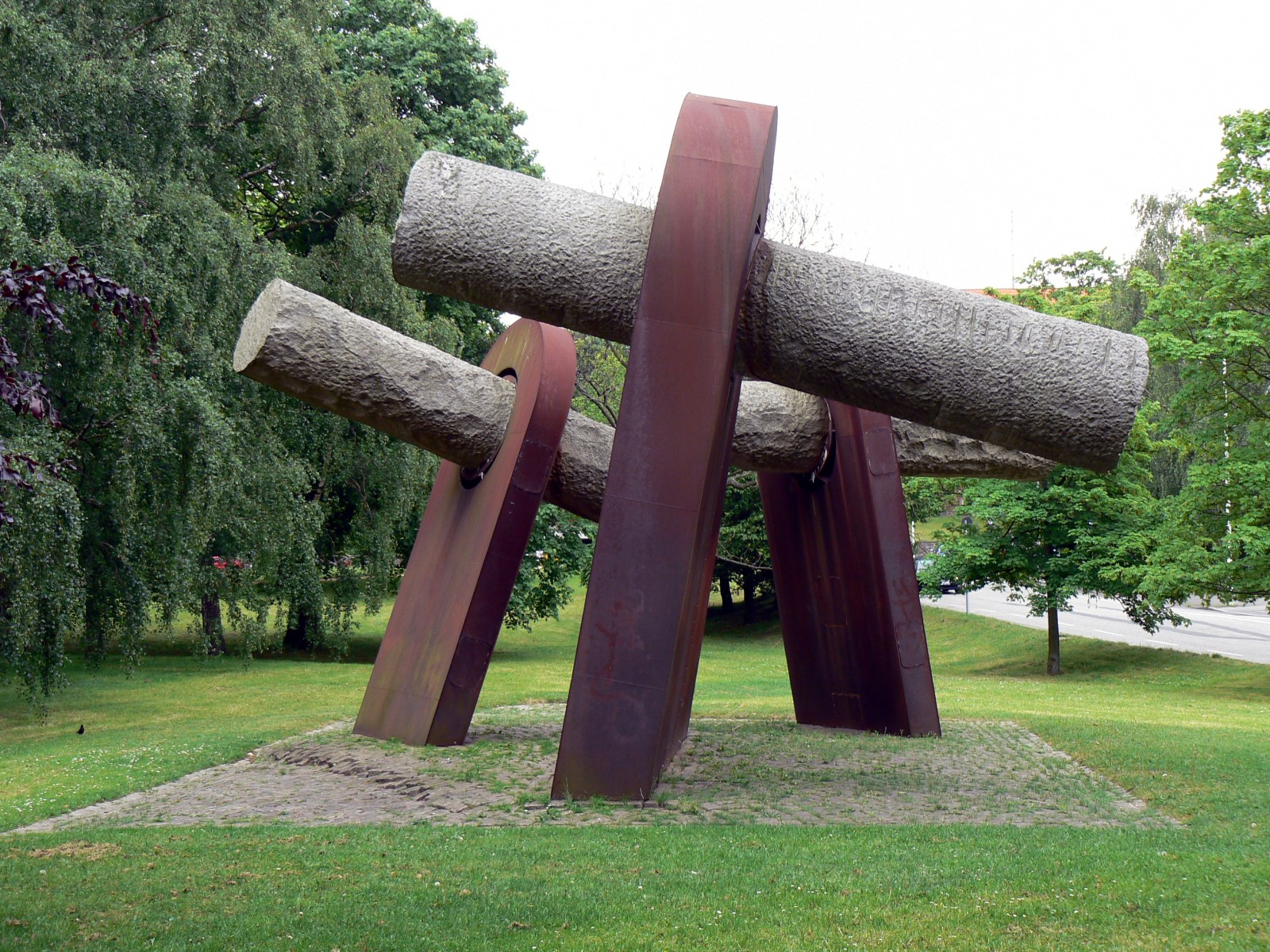
Das Breuste-Denkmal „WIK – Feuer aus den Kesseln“ Titel nach Drama von Ernst Toller (1930) im Kieler Ratsdienergarten.

In der Funktion als Gewerkschaftssekretär kam er nach Kiel, wo er mehrere Jahre bis 1972, bis er aus Gaarden nach Kiel-Schilksee zog, Vorsitzender des SPD-Ortsvereins Gaarden-Ost und von 1981 bis 1983 Beisitzer im Vorstand der Kreispartei war. Von 1970 bis 1990 war er Mitglied der Kieler Ratsversammlung, in der er den Ostufer-Wahlkreis vertrat. 1972 wurde er zum ehrenamtlichen Stadtrat für Kriegsopfer und Behinderte gewählt, 1976 für Auslandsbeziehungen und Bevölkerungskontakte sowie 1982 zum Kulturdezernenten. Er engagierte sich unter anderem für die Etablierung des Kulturviertels im Sophienhof und die Unterbringung des Kieler Kinder- und Jugendtheaters im Werftpark. Auf seine Initiative geht die Schaffung des „Revolutionsdenkmals“ von Hans-Jürgen Breuste zurück, das 1982 nach grundsätzlichen Auseinandersetzungen über den Kieler Matrosenaufstand im Ratsdienergarten errichtet wurde. Johanning wollte die Zeit in das Bewusstsein der Bürger rücken und ein Zeichen mit Blick auf das Ehrenmal Laboe setzen. An diesem Objekt beteiligte er sich auch privat mit einem erheblichen Betrag und wurde Miteigentümer.
1990 verließ er Kiel, um in Berlin nach der Wiedervereinigung die Postgewerkschaft in den neuen Ländern aufzubauen. Von 1994 bis zum Ende seiner beruflichen Tätigkeit war er Leiter der Internationalen Abteilung beim Hauptvorstand der Deutschen Postgewerkschaft (DPG) in Frankfurt am Main. In seinen letzten zwei Berufsjahren war er nicht nur zuständig für die internationale Gewerkschaftsarbeit, sondern nach erneuter Versetzung nach Berlin auch für die Parlamentarische Verbindungsstelle der DPG. Heute lebt er in Kiel-Schilksee und Berlin. Aus erster Ehe hat er einen Sohn, der in der Kommunalpolitik in Kiel aktiv ist. Er ist in dritter Ehe mit der Künstlerin Tina Schwichtenberg verheiratet. Seit dem Ende seiner aktiven gewerkschaftlichen und politischen Arbeit ist er ein wichtiger Mitstreiter bei fast allen künstlerischen Projekten seiner Ehefrau.
Erfolglos blieb eine andere große Initiative: Nach langen Debatten wurde das viele Jahre vor allem von Rolf Johanning und der SPD verfolgte Projekt eines umfassenden Museums für Industrie- und Alltagskultur in Kiel nicht realisiert.
Ein Bild von Johanning befindet sich in der Porträtgalerie des Kieler Rathauses. Es wurde 1985 von Peter Nagel gemalt.
Für seine Verdienste zur Festigung der Deutsch-Französischen Freundschaft wurde Rolf Johanning 2004 vom französischen Präsidenten Jacques Chirac geehrt. Er erhielt die selten an Ausländer vergebene Auszeichnung: Ernennung zum Ritter im Nationalen Verdienstorden (Ordre national du Mérite).

## Zitat
„Rolf Johanning dachte und handelte in allen seinen Ämtern ausgesprochen politisch. Bis heute engagiert er sich für Frieden nach innen und außen. So sprach er sich etwa als Ratsherr dagegen aus, dass auf Kieler Werften U-Boote für das Pinochet-Regime in Chile gebaut wurden.“